# Dorcadion discomaculatum
Dorcadion discomaculatum är en skalbaggsart som beskrevs av Maurice Pic 1905. Dorcadion discomaculatum ingår i släktet Dorcadion och familjen långhorningar.
Artens utbredningsområde är Iran. Inga underarter finns listade i Catalogue of Life.